# Luis Miguel Navas
Luis Miguel Navas, född den 2 februari 1980 i Chivirico, är en kubansk basebollspelare som tog silver för Kuba vid olympiska sommarspelen 2008 i Peking.
Navas representerade Kuba i World Baseball Classic 2009. Han spelade fem matcher och hade två hits på nio at bats.